# Ікалуїт
Ікалу́їт (англ. Iqaluit, інук. ᐃᖃᓗᐃᑦ/iqaluit, раніше називався Фробішер-Бей, англ. Frobisher Bay) — столиця і найбільше місто канадської території Нунавут, національної автономії інуїтів (ескімосів). Це найменш населене місто зі всіх столиць канадських провінцій та територій.

## Етимологія
Ікалуїт перекладається як «рибне місце» з інуїтської мови.

## Історія
До прибуття білих територія сьогоднішнього Ікалуїта не мала постійного населення, хоча її регулярно відвідували ескімоські мисливці та рибалки.
В 1576 році англійський дослідник Мартін Фробішер відкрив бухту, на березі якої тепер розташований Ікалуїт. Хоча в 1577 і 1578 роках Фробішер побував тут з новими експедиціями, спроби його знайти тут золото закінчилися невдачею. У зв'язку з суворістю клімату нові землі довгий час не викликали у європейців інтересу з точки зору колонізації.
В 1942 році, у розпал Битви за Атлантику, американськими військовими за погодженням з урядом Канади була заснована авіабаза Фробішер-Бей. Вже після закінчення війни в 1949 році Компанія Гудзонової затоки, залучена створеною військовими інфраструктурою, відкрила тут регіональну штаб-квартиру.
Починаючи з середини 1950-х років населення швидко зростало слідом за будівництвом так званої лінії «Дью», групи радарів раннього попередження, що входили в систему NORAD. В 1959 році в селищі були відкриті школа та поліклініка. В 1963 році американські льотчики покинули Фробішер-Бей, що завдало сильного удару по місцевій економіці. Проте, селище залишалося адміністративним і транспортним центром східної частини Канадської Арктики.
1 січня 1987 року назву поселення було офіційно змінено з Фробішер-Бей на Ікалуїт, що означає «рибне місце» на діалекті інуктітут.
Ікалуїт обраний столицею нової автономної території інуїтів, званої Нунавут. Цей вибір був здійснений в ході референдуму, що проходив на всій території. Статус набув чинності 1 квітня 1999 року. 19 квітня 2001 року Ікалуїту було присвоєно статус міста.

## Економіка і транспорт
Переважна більшість жителів міста зайняті в державному секторі — органах влади різних рівнів, установах освіти та охорони здоров'я, на військовій базі. Місто є логістичним центром всієї людської діяльності в східній частині Канадської Арктики.
Міський аеропорт(IATA: YFB, ICAO: CYFB), розташований на околицях Ікалуїта, обслуговує регулярні пасажирські рейси в Оттаву, Монреаль і Єллоунайф, а також місцеву авіацію. Довжина злітно-посадкової смуги аеропорту становить 2 623 метри, що значно перевищує потреби аеропорту. Це пояснюється тим, що аеропорт використовується як запасний для літаків трансполярних маршрутів.
4 лютого 2017 року літак компанії «Авіалінії Антонова» Ан-124 «Руслан» з бортовим номером UR-82007 успішно доставив з Цюриха двигун General Electric GE90 для Boeing 777-300ER авіакомпанії Swiss Airlines.
Завезення вантажів, необхідних для життєдіяльності міста, здійснюється влітку, коли море вільно від крижаного покриву. Товари перевантажуються з кораблів на баржі, оскільки глибина міського порту недостатня для сучасних суден. Плани з будівництва глибоководного порту знаходяться в залежності від результатів ведеться геологорозвідки шельфу.
Взимку місцеві жителі часто переходять по льоду на материкову частину Канади через Гудзонову протоку (близько 100 кілометрів).
Дві спроби (в 1980-х і в 2000-х) запустити в місті автобусний маршрут не увінчалися успіхом, і в даний час громадський транспорт в Ікалуїті відсутній.

## Географія
Місто розташовується на південному сході острова Баффінова Земля, на березі Північного Льодовитого океану між бухтою Фробішера та горами Еверет, у зоні вічної мерзлоти.
Ікалуїт знаходиться майже на 1 ° південніше Архангельська, але через холодну Лабрадорську течію клімат субарктичний, дуже суворий. Зима довга і морозна, літо коротке, прохолодне. Район бухти Фробішер є одним з найвологіших місць Канадського Арктичного архіпелагу, більша частина опадів випадає влітку. Взимку в місті бувають сильні вітри (до 130 км/год).

### Клімат
Місто знаходиться у зоні, котра характеризується кліматом полярних пустель. Найтепліший місяць — липень із середньою температурою 8.2 °C (46.8 °F). Найхолодніший місяць — лютий, із середньою температурою -27.5 °С (-17.5 °F).
| Клімат Ікалуїта         | Клімат Ікалуїта | Клімат Ікалуїта | Клімат Ікалуїта | Клімат Ікалуїта | Клімат Ікалуїта | Клімат Ікалуїта | Клімат Ікалуїта | Клімат Ікалуїта | Клімат Ікалуїта | Клімат Ікалуїта | Клімат Ікалуїта | Клімат Ікалуїта | Клімат Ікалуїта |
| Показник                | Січ.            | Лют.            | Бер.            | Квіт.           | Трав.           | Черв.           | Лип.            | Серп.           | Вер.            | Жовт.           | Лист.           | Груд.           | Рік             |
| Абсолютний максимум, °C | 3,9             | 5,7             | 4               | 7,2             | 13,3            | 21,7            | 26,1            | 25,5            | 17,2            | 7,3             | 5,6             | 3,4             | 26,1            |
| Середній максимум, °C   | −22,8           | −23,3           | −18,3           | −9,4            | −1,2            | 6,8             | 12,3            | 10,5            | 5,2             | −1              | −8,3            | −17             | −5,6            |
| Середня температура, °C | −26,9           | −27,5           | −23,2           | −14,2           | −4,4            | 3,6             | 8,2             | 7,1             | 2,6             | −3,7            | −12             | −21,3           | −9,3            |
| Середній мінімум, °C    | −30,9           | −31,7           | −28,1           | −18,9           | −7,6            | 0,5             | 4,1             | 3,6             | −0,1            | −6,4            | −15,8           | −25,5           | −13,1           |
| Абсолютний мінімум, °C  | −45             | −45,6           | −44,7           | −34,2           | −26,1           | −10,2           | −2,8            | −2,5            | −12,8           | −27,1           | −36,2           | −43,4           | −45,6           |
| Норма опадів, мм        | 19.7            | 18.7            | 18.7            | 27.5            | 29.2            | 33              | 51.9            | 69.5            | 55.2            | 33.3            | 27.2            | 19.9            | 403.7           |
| Днів з опадами          | 11,9            | 10,6            | 12              | 12,5            | 12,2            | 10,5            | 13,2            | 15              | 15,3            | 15,4            | 14,3            | 11,8            | 154,6           |
| Днів з дощем            | 0               | 0,1             | 0               | 0,3             | 1,4             | 7,4             | 12,7            | 16,7            | 10,6            | 2,2             | 0,3             | 0               | 51,6            |
| Днів зі снігом          | 12              | 10,7            | 12,5            | 12,8            | 11,6            | 4,7             | 0,1             | 0,6             | 7,5             | 15,3            | 14,5            | 12,1            | 114,3           |
| ----------------------- | --------------- | --------------- | --------------- | --------------- | --------------- | --------------- | --------------- | --------------- | --------------- | --------------- | --------------- | --------------- | --------------- |
| Джерело: Weatherbase    |                 |                 |                 |                 |                 |                 |                 |                 |                 |                 |                 |                 |                 |

## Населення
За даними 2016 року в місті проживало 7740 осіб. Ікалуїт стоїть осібно у ряді інших столиць канадських провінцій і територій. Так, він є найменшою за кількістю жителів столицею, але водночас і найшвидкозростаючою. Тільки в Ікалуїті біле населення становить меншість. Крім того, місто є наймолодшим (30,1 рік) і водночас найкримінальнішим з усіх канадських столиць.
Етнічний склад населення (станом на 2006 рік):
- білі — 36,7 % (в 1970 — 92,3 %)
- ескімоси — 58,1 %

Чисельність ескімосів стрімко зростає, як з причини дуже високої народжуваності в сім'ях аборигенів, так і через переселення в місто жителів віддалених ескімоських селищ.
Близько 42 % містян використовують вдома англійську мову, 4 % — французьку, решта — різні ескімоські діалекти.

## Галерея

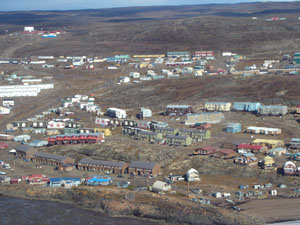
Ікалуїт з висоти пташиного польоту, листопад 2005
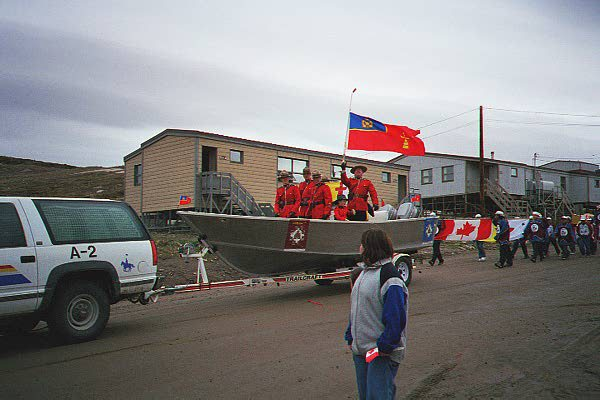
День Канади
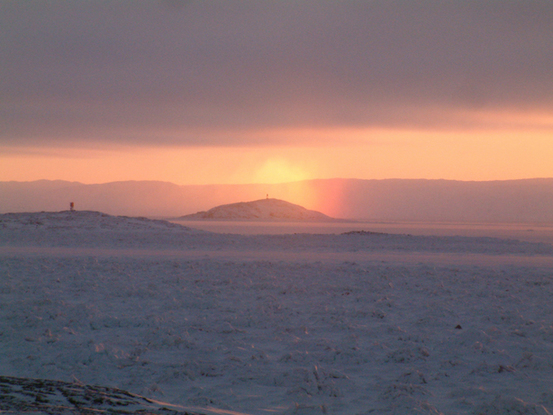
Затока Фробішер в грудні
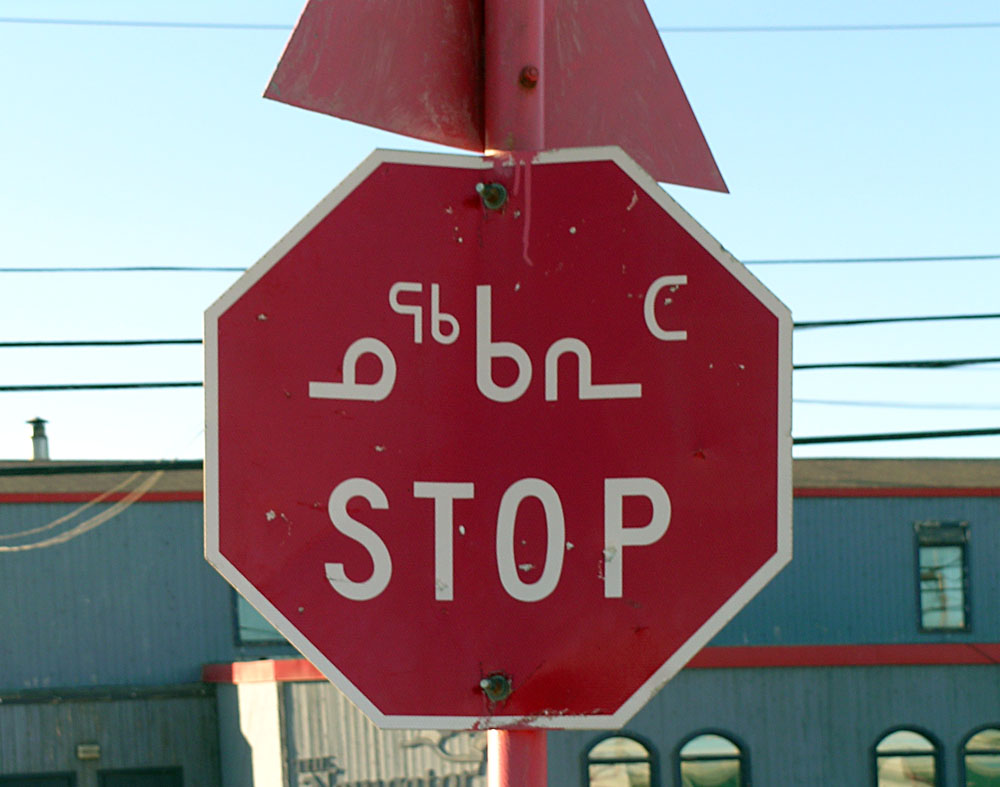
Дорожний двомовний знак в Ікалуїті
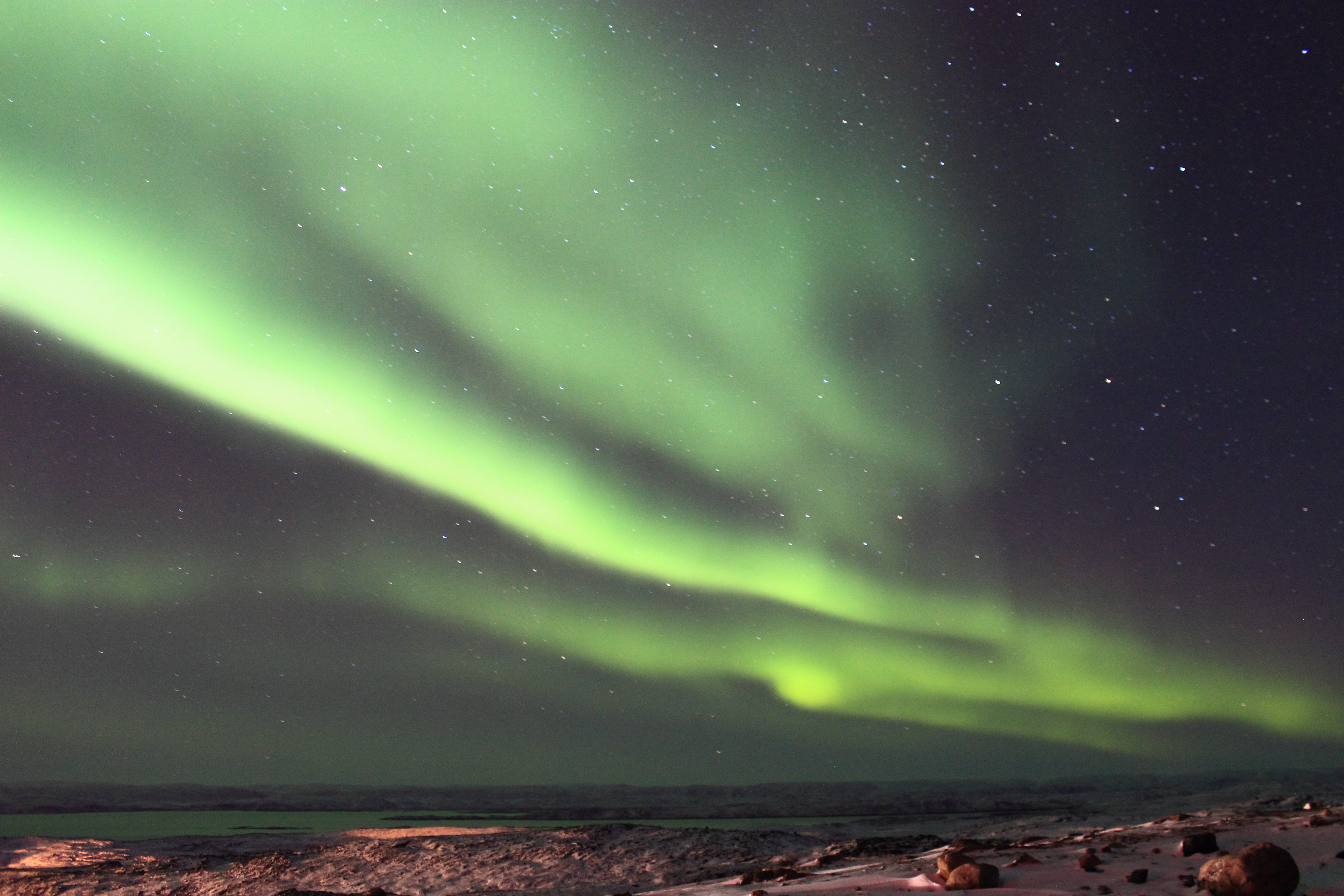
Полярне сяйво
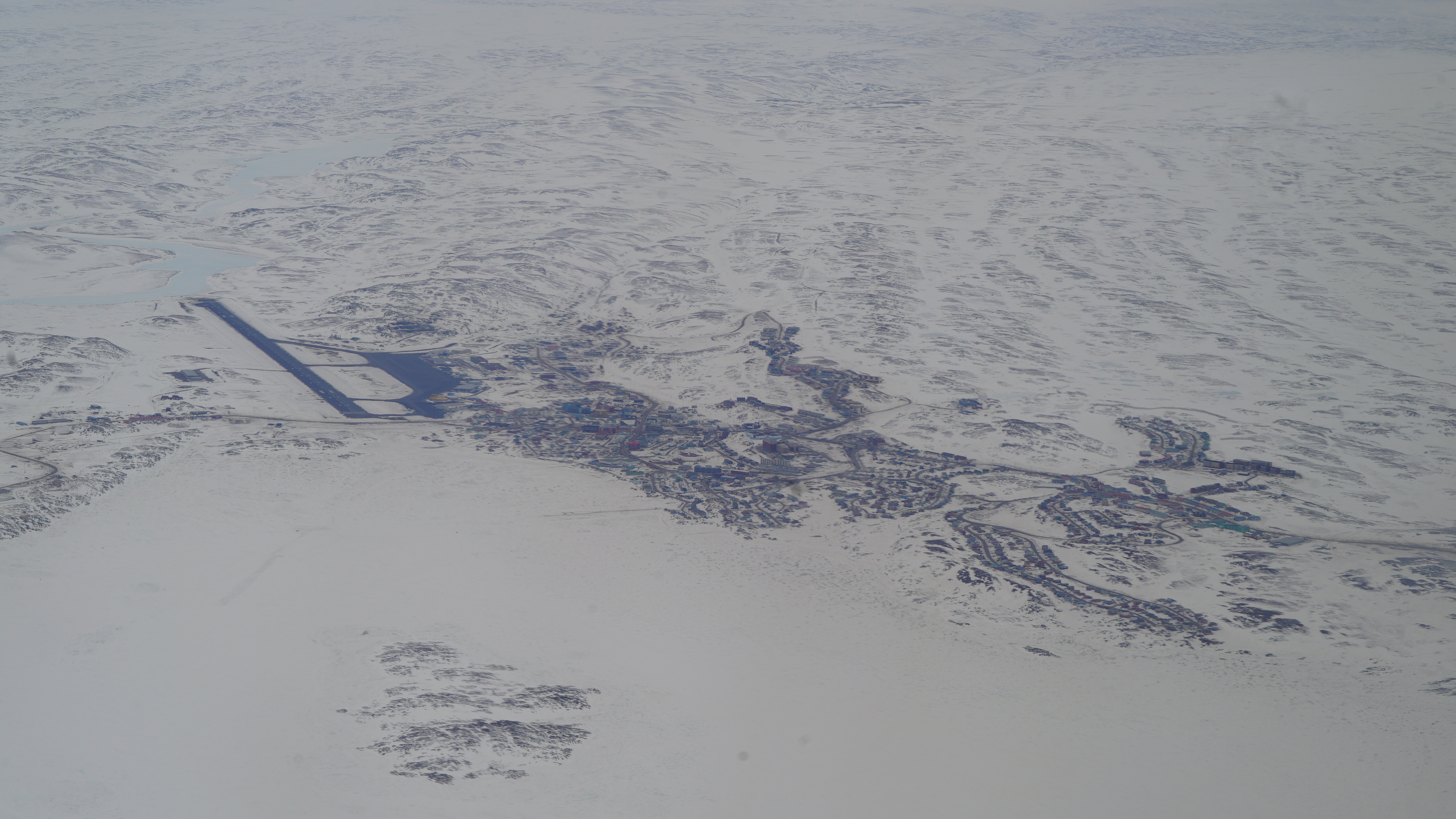
Ікалуїт з висоти
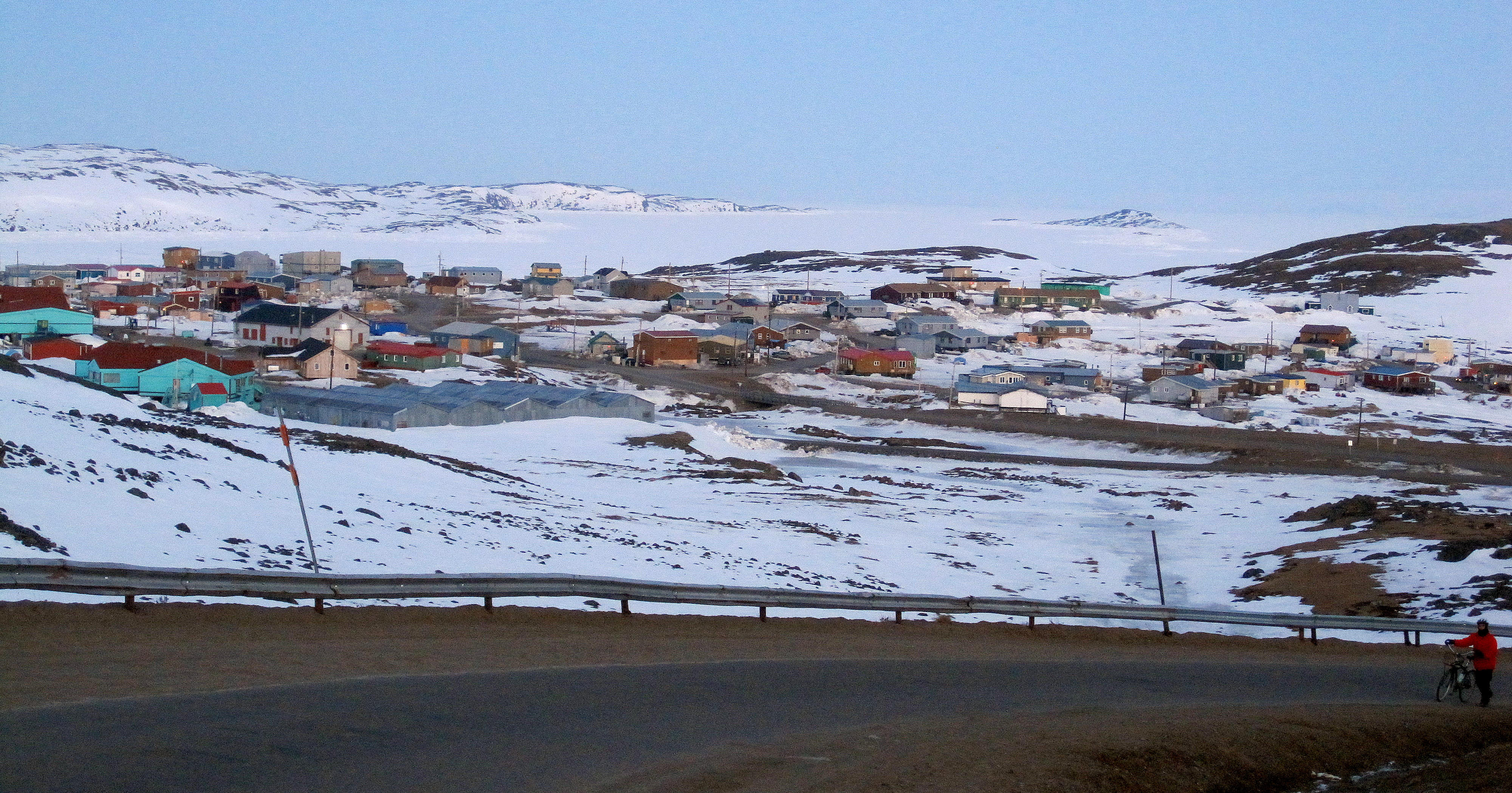
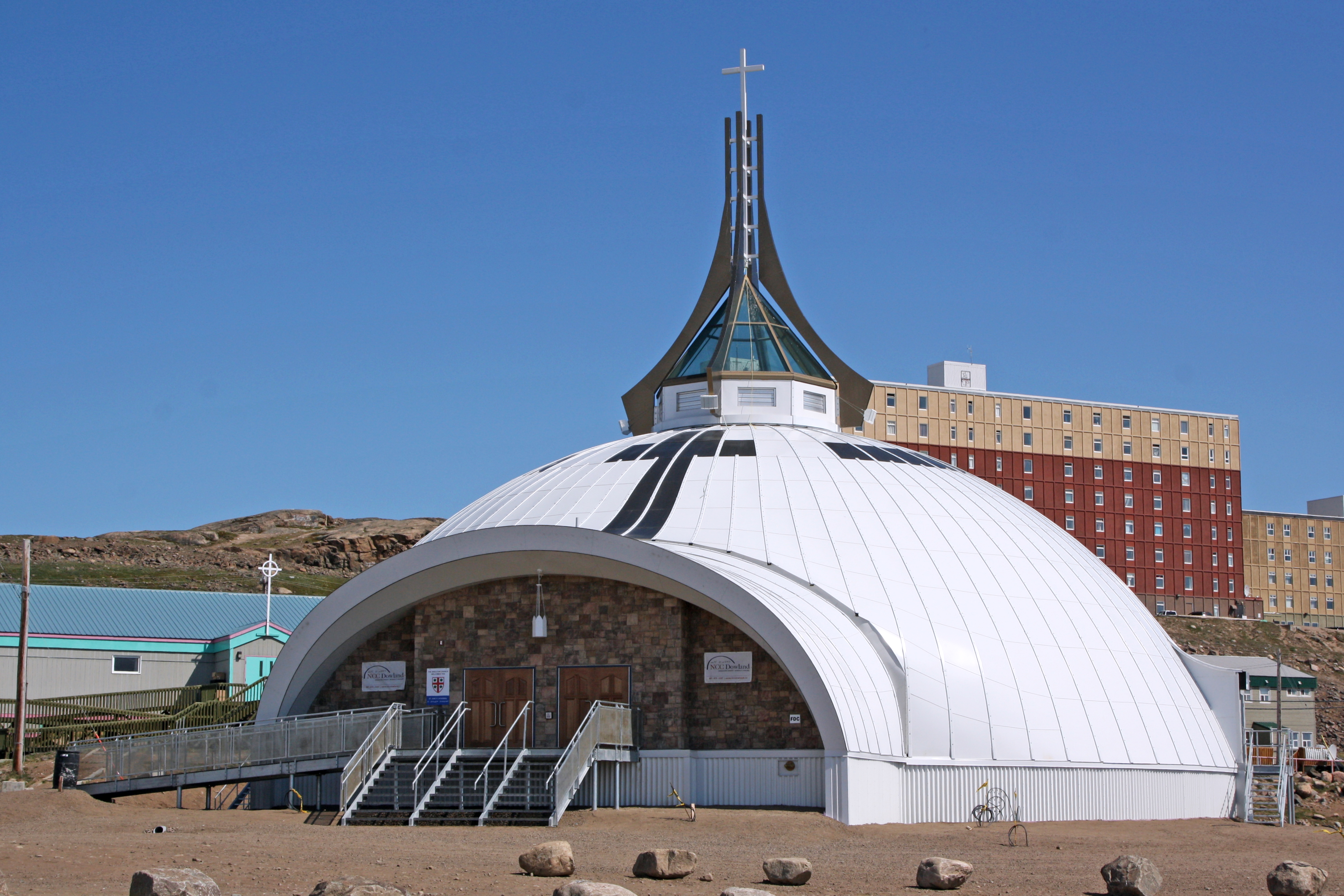
Церква святої Джуд
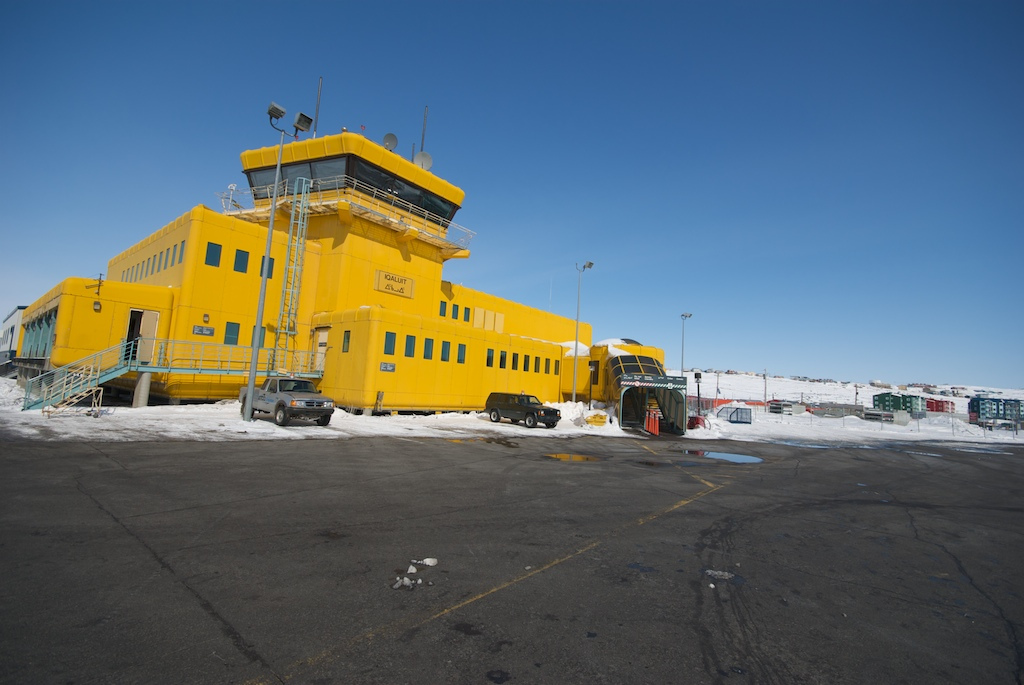
Аеропорт